# Bradford City AFC
Bradford City Association Football Club este un club de fotbal din Anglia înființat în anul 1903 și care evoluează în Football League One. Echipa își dispută meciurile de pe teren propriu pe stadionul Valley Parade.

## Istorie
Înființat în anul 1903, clubul a adoptat imediat statutul profesionist și a făcut parte din Ligă încă din primul sezon, participând în Divizia 2.
La finalul sezonului 1907-1908, Bradford a încheiat pe primul loc în Divizia 2 și a promovat în prima divizie.
Sezonul 1910-1911 a adus cea mai bună clasare din istorie, performanță neegalată până în prezent. Bradford a ocupat locul 5 în prima divizie. iar la data de 26 mai 1911, Bradford a câștigat Cupa Angliei, după o victorie în finală cu 1-0 contra lui Newcastle United, gol marcat de Jimmy Speirs în minutul 15. Finala a fost rejucată după ce prima confruntare directă, cu patru zile înainte, se încheiase 0-0.
Perioada de după Primul Război Mondial a fost una dificilă pentru „cocoși”. Echipa a retrogradat în Divizia 2 la finalul sezonului 1921-1922. A urmat cinci ani mai târziu o retrogradare în divizia a treia, după o înfrângere cu 8-0 contra lui Manchester City în ultima etapă. Bradford a avut nevoie de două sezoane să revină în divizia a doua. În sezonul 1933-1934, echipa a ratat pentru un singur punct promovarea în prima divizie. Iar în sezonul 1936-1937, a venit o nouă retrogradare în divizia a treia.
După cel de-Al Doilea Război Mondial, echipa a continuat să coboare și a ajuns la finalul sezonul 1960-1961 în divizia a patra. Revenirea în al treilea eșalon s-a înregistrat în sezonul 1968-1969. 
Au regăsit succesul în anii 1980, sub conducerea mai întâi a lui Roy McFarland, apoi a lui Trevor Cherry, promovând în divizia secundă după succesul din al treilea eșalon din sezonul 1984-1985. În 1990, au retrogradat din Second Division, dar au revenit prin playoff, în 1996. Iar în sezonul 1998–1999, Bradford ajungea în Premier League, revenind în eșalonul de elită după o pauză de 77 de ani. 
În vara anului 2000, Bradford a participat în unica sa campanie europeană până în prezent, Cupa Intertoto, unde au eliminat echipa lituaniană Atlantas Klaipeda, apoi pe olandezii de la RKC Waalwijk, pierzând în semifinale contra lui Zenit Sankt-Petersburg. 
În august 2000, Bradford City l-a achiziționat pe fundașul dreapta român Dan Petrescu, în schimbul sumei de un milion de lire sterline. Petrescu a jucat 17 meciuri pentru Bradford în Premier League, marcând un gol, contra lui West Ham United. A plecat de la Bradford în ianuarie 2001, fiind achiziționat de Southampton.
La finalul sezonului 2000–2001, echipa a retrogradat din Premier League. A urmat o criză financiară care a dus la intrarea în insolvență, venind retrogradări în 2004 și 2007 care au dus clubul în eșalonul al patrulea. 
Sub conducerea lui Phil Parkinson, echipa a produs surprize uriașe în sezonul 2012-2013 al Cupei Ligii, eliminând trei echipe din Premier league (Wigan Athletic, Arsenal și Aston Villa) și ajungând în finală unde însă au fost învinși cu 5-0 de Swansea City. Tot în acel sezon, Bradford a promovat în League One, câștigând finala playoff-ului din League Two. Însă în 2019, echipa a retrogradat din nou din League One.